# 빈센트 카스텔라노스
빈센트 커스티야노스(Vincent Castellanos, 1961년 8월 7일 ~ )는 미국의 배우이다.

## 영화
- 매혹 (2004, Fascination)
- 스트리트 킹 (2002년)
- 마스터 오브 디즈가이즈 (2002년)
- 룸 101 (2001년)
- 멀홀랜드 드라이브 (2001년) - 에드 역
- 써스펙트 (2001년)
- 어쌔신 특급 (2000년)
- 라스트 마샬 (1999년)
- 케이 나인 2 (1999년)
- 아나콘다 (1997년) - 마테오 역
- 7번가의 욕망 (1996년)
- 크로우 2 - 천사의 도시 (1996년)